# Marzieh Shah-Daei

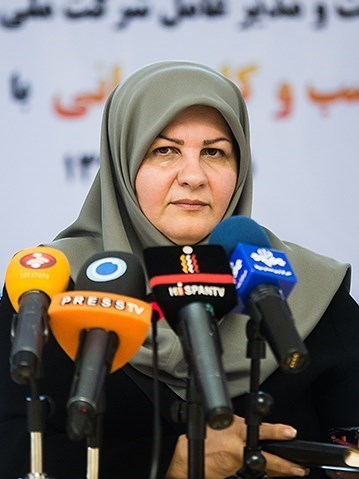
Marzieh Shah-Daei (2016)

Marzieh Shah-Daei (persisch مرضیه شاهدایی, DMG Marżīye Šāhdāyī; * 14. Februar 1962) ist eine iranische Managerin und seit Anfang 2016 Chefin der National Petrochemical Company.
Sie absolvierte ein Studium an der Scharif-Universität für Technologie und einen MBA an der University of Calgary.
Sie war ab Anfang 2016 Chefin der National Petrochemical Company. Sie leitete anschließend die Abteilung für Petrochemie im Ölministerium des Iran und wurde Ende Oktober 2017 als stellvertretende Ministerin in das Ölministerium berufen.